# Americké osvícenství
Americké osvícenství bylo společenské hnutí, které bylo těsně spjato s válkou Američanů za hospodářskou a politickou nezávislost.
Revolučně osvobozenská válka amerického národa byla provázena revolučními změnami i v oblasti ideologie; vyvolala v život mohutné revoluční osvícenské hnutí. Americká osvícenská filozofie je ideologií americké revoluce sedmdesátých let. Nejpřednější představitelé amerického osvícenství — Benjamin Franklin, Thomas Jefferson, Thomas Paine aj. — byli současně aktivními revolučními pracovníky, vůdčími postavami tehdejšího politického boje. Myslitelům amerického osvícenství jsou vlastní jednota teoretických a praktických zájmů, sociální bohatost názorů a encyklopedická mnohostrannost, charakteristické pro ideology revolučních období. Vojin a diplomat, filozof a stranický vůdce, politický pamfletista a přírodozpytec — nejrůznější jsou stránky jejich revoluční činnosti, různé jsou hranice jejich ucelených a všestranných individualit.
V protikladu k filozofujícím kněžím koloniální Ameriky (Samuel Johnson, Jonathan Edwards) jsou osvícenci světští lidé, plně zaujatí pozemskými, světskými otázkami a především problémy veřejného života. Proti puritánskému pesimismu a fatalismu staví činorodý optimismus. I když jak v politické, tak i v přírodovědecké a filozofické teorii nezavrhují úplně Boha, odsunují jej do pozadí a vzdalují jej od zasahování do chodu věcí. Teologické politické teorie jsou zaměňovány učením, založeném na pojmu „přirozeného práva“. Objevují se etická učení, která nevycházejí z prikázání božích, nýbrž z „přirozenosti člověka“. V přírodní filozofii je Boží prozřetelnost zatlačována představou přírodních zákonů a teleologie dělá místo příčinné závislosti. V teorii poznání ustupuje zjevení boží před „světlem rozumu“ a sama dogmata křesťanského náboženství jsou postavena před „tribunál rozumu“.
Teoretickými prameny amerického osvícenství byly, předně, učeni Lockovo a anglických materialistů XVIII. století, za druhé. názory francouzských osvícenců a za třetí, práce francouzské školy lékařů-materialistů, počínaje La Mettriem. Vliv anglických a francouzských osvícenců na ideology americké revoluce byl neobyčejně silný a mnohosztranný. Ačkoli anglické vlivy zde byly dříve a byly vzhledem k společnému jazyku a anglickému původu řady amerických osvícenců více rozšířeny, proplétají se později úzce s vlivem francouzských revolučních idejí, takže rozlišení obou je nemožné. Američané, předstihnuvše francouzskou revoluční boržoazii svými revolučními úspěchy, přejímali značnou část své ideologické výzbroje z arsenálů francouzských filozofů a sociologů. Roztřka s Anglií a uzavření spojenectví s Francií roku 1778 napomáhaly posílení vlivu francouzských osvícenců. Tento ideově politický kontakt ještě více posílila Velká francouzská revoluce. Voltaire, Montesquieu, Jean-Jacques Rousseau, Condorcet, Volney stávají se spolu s Lockem, Hartleyem, Priestleyem a Bolingbrokem základními zdroji amerických osvícenských idejí.